# Aprende Tv

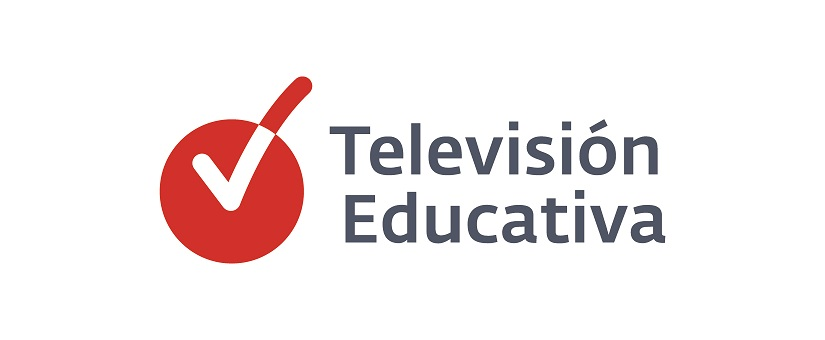

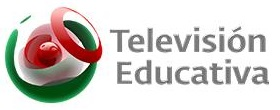

@prende Tv es una señal de televisión producida por la Dirección General de Televisión Educativa dependiente de la Secretaría de Educación Pública. Se estrenó el 18 de enero de 2005. Su sede se encuentra en la Ciudad de México.  
El canal es producido por la DGTVE de la SEP, desde un inicio, se concibió como una señal de televisión exclusiva para sistemas de televisión restringida y la red satelital de Edusat, por lo que no es transmitido como parte de la televisión abierta nacional.
Pese a ser una señal restringida, algunos de sus contenidos, son transmitidos por los canales pertenecientes a la La Red de Radiodifusoras y Televisoras Educativas y Culturales de México, por lo que su señal se puede ver de forma parcial en canales públicos federales y estatales.

## Historia
El canal fue creado el 18 de enero de 2005, producto de un acuerdo entre, el entonces Presidente de México, Vicente Fox y la Cámara Nacional de la Industria de la Televisión por Cable (CANITEC), a través de la empresa Productora y Comercializadora de Televisión (PCTV).
El objetivo de la señal fue: poner en marcha una oferta de televisión educativa, con la capacidad de llegar a los habitantes del interior del país, ante la falta de un canal de televisión cultural nacional, debido a que las emisiones de canales como Canal 22 y Canal Once estaban limitadas al centro del país y a unas cuantas ciudades en el resto de la República, además de las redes de televisión propiedad de los gobiernos estatales, cuya cobertura tampoco cubría todo el territorio nacional.
Debido a la falta de capacidad para desplegar una red de emisoras en abierto se utilizó como vehículo de transmisión a los sistemas de televisión por cable que en ese tiempo tenían la capacidad de llegar a unos 15 millones de televidentes en 640 ciudades de todo el país.
Se buscó llegar a 66 mil escuelas primarias y 3 500 centros de educación para adultos en México, combinando la señal de televisión junto con un portal de internet denominado Cableducación, además del mejoramiento de aulas mediante la instalación de 170 mil pizarrones digitales y computadoras en 67 mil escuelas de educación primaria. La plataforma llevó el nombre de Enciclomedia, sin embargo, nunca se pudo realizar de manera exitosa por los altos costos económicos que representaba la inversión.
La oferta del canal inicialmente se basó en la retransmisión de programas procedentes de las redes de televisión pública como los Canales 11, 22, las señales de la red Edusat y bloques educativos creados por la Secretaría de Educación Pública, por lo que Aprende TV era definido como una especie de contenedor de espacios producidos por La Red de Radiodifusoras y Televisoras Educativas y Culturales de México.
En abril de 2008, el canal comenzó la producción de su propio noticiero, denominado México Al Día, el cual se dedica a informar sobre los acontecimientos diarios junto con notas sobre la actualidad de la educación básica, la UNAM, el IPN y noticias culturales. En un principio el espacio también era retransmitido por la señal de Canal 22, hasta 2010, cuando pasó a emitirse por el nuevo Canal 30, posteriormente llamado Una Voz Con Todos.
En 2012, se lanzó en televisión abierta el canal Ingenio Tv, parecido a Aprende TV, por lo que la segunda señal se mantuvo en televisión restringida aunque compartiendo algunos contenidos con la señal en abierto como los espacios de telesecundaria y otros programas de corte educativo que pasaron a transmitirse por las dos plataformas.
A finales de 2023 cambió a @prende TV, luego a @prende.mx y el 8 de enero de 2024 Ingenio pasó a @prende+. Actualmente @prende.mx (antes Aprende TV) se transmite en línea.

## Programación
En palabras del entonces presidente, Vicente Fox, la programación del canal tiene como objetivo: "reforzar los conocimientos que adquieren los niños y jóvenes en la escuela, para formar a millones de personas a enriquecer su cultura, para ofrecerles opciones que incrementen su calidad de vida".
La programación de Aprende TV está basada en producciones hechas por instituciones educativas y culturales en México y el extranjero cuyos contenidos abarcan todos los niveles educativos, desde la educación preescolar hasta la universitaria. En el caso de los espacios hechos en el país, el canal se nutre de producciones hechas por los canales integrados dentro del Sistema Público de Radiodifusión, por lo que es habitual que se redifundan espacios que ya habían sido estrenados previamente en otras señales pertenecientes al sistema.
La barra programática se dividió inicialmente en siete bloques principales: educación secundaria a distancia, educación media superior a distancia, universidades, clases de computación, enseñanza de inglés, programas de salud y difusión de eventos culturales. Con el paso del tiempo fue agregando programas adquiridos a canales de televisión extranjeros, como los documentales de la DW y el programa infantil Plaza Sésamo.